# Lissodendoryx stephensoni
Lissodendoryx stephensoni är en svampdjursart som beskrevs av Burton 1936. Lissodendoryx stephensoni ingår i släktet Lissodendoryx och familjen Coelosphaeridae. Inga underarter finns listade i Catalogue of Life.